# White Christmas Blues
White Christmas Blues é o oitavo episódio da vigésima quinta temporada do seriado de animação de comédia de situação The Simpsons, e foi exibido em 15 de dezembro de 2013. O episódio foi escrito por Don Payne (falecido em 26 de março de 2013) e dirigido por Steven Dean Moore. É o primeiro episódio de Natal a ser exibido desde Holidays of Future Passed, além de ser o décimo sexto episódio de natal da série.

## Enredo
Enquanto Marge repreende Homer por pendurar as decorações de Natal da casa antes de derrubar as do Halloween, Bart e Lisa entediados assistem a um noticiário televisivo em que Kent Brockman anuncia que toda a América não terá neve no Natal devido ao aquecimento global. Logo, porém, a neve começa a cair em Springfield; Professor Frink explica que, devido à combinação de vapor radioativo da usina nuclear e partículas transportadas pelo ar do incêndio de pneus da cidade, é a única localização na América com neve. O Prefeito Quimby declara a cidade uma atração turística, e os residentes rapidamente entram no espírito natalino como viajantes de fora da cidade convergem em Springfield .
Oprimida pela repentina multidão no Kwik-E-Mart, e vendo o dinheiro gasto pelos turistas, Marge começa a sentir-se um fracasso, já que não pode gastar muito dinheiro com sua família. Quando ela retorna para casa, uma família passa e se oferece para pagar US $ 300 por noite para ficar lá. Ela hesitantemente aceita a oferta; Homer fica surpreso ao encontrar essa outra família na casa, mas Marge explica a situação e convence-o a transformar a casa em uma cama e café da manhã para a duração da temporada de férias. Eles aceitam mais convidados à medida que o Natal se aproxima, mas Marge fica irritada com os constantes pedidos e reclamações sobre serviços e atividades de má qualidade. No dia de Natal, Marge encontra os convidados reunidos na sala de estar e acha que eles vão confrontá-la, mas em vez disso, eles a surpreendem cantando músicas natalinas.
Enquanto isso, Lisa compra presentes para a família que têm a intenção de fazê-la se sentir bem consigo mesma, como um saco de sementes de rabanete para Homer e um livro para Bart, em vez de ser algo que os destinatários podem usar. Ela fica horrorizada ao descobrir que Bart está queimando o livro logo depois, mas o argumento deles a leva a ver que seu esforço de dar presentes foi equivocado. Ela vende o presente que Bart lhe deu e compra um tablet pré-carregado com livros e aplicativos que ele pode aproveitar, e ele lhe dá algum dinheiro para doar para caridade .

## Recepção

### Crítica
Dennis Perkins, do The A.V.Club, deu ao episódio um "C", dizendo: "[...] como em todos os episódios este ano, o show conseguiu mostrar algumas piadas descentes [...]."

### Audiência
Em sua exibição original, o episódio foi assistido por 8,48 milhões de espectadores, e recebeu 3.5 pontos de audiência na demográfica de idades entre 18-49, sendo o show mais assistido da FOX naquela noite durante o bloco Animation Domination, superando Family Guy, American Dad e Bob's Burgers.